# Anna Segal
Anna Segal (Melbourne, 15 augustus 1986) is een Australische freestyleskiester.

## Carrière
Bij haar wereldbekerdebuut, in februari 2008 in Inawashiro, scoorde Segal direct haar eerste wereldbekerpunten. De Australische won in 2009 goud op het onderdeel slopestyle tijdens de Winter X Games XIII in Aspen.
Op de wereldkampioenschappen freestyleskiën 2011 in Deer Valley veroverde Segal de wereldtitel op het onderdeel slopestyle. Op de Winter X Games XVI behaalde ze de bronzen medaille op het onderdeel slopestyle. In maart 2012 eindigde de Australische in Mammoth Mountain voor de eerste maal in haar carrière in de top tien van een wereldbekerwedstrijd. Tien maanden later stond Segal voor de eerste keer in haar carrière op het wereldbekerpodium.

## Resultaten

### Wereldkampioenschappen
| Jaar | Plaats      | Resultaten |
| ---- | ----------- | ---------- |
| 2011 | Deer Valley | Slopestyle |

### Wereldbeker
Eindklasseringen
| Seizoen   | Algm | SS |
| --------- | ---- | -- |
| 2007/2008 | 94e  | —  |
| 2011/2012 | 81e  | 8e |
| 2012/2013 | 51e  | 4e |